# Creoleon pusillus
Creoleon pusillus is een insect uit de familie van de mierenleeuwen (Myrmeleontidae), die tot de orde netvleugeligen (Neuroptera) behoort. 
Creoleon pusillus is voor het eerst wetenschappelijk beschreven door Hölzel & Ohm in 1991.